# Новосёлки (Вейнянский сельсовет)
Новосёлки — деревня в составе Вейнянского сельсовета Могилёвского района Могилёвской области Республики Беларусь.

## Географическое положение
Ближайшие населённые пункты:

## История
Упоминается в 1611 году как деревня в составе Вейнянского войтовства Могилевской волости в Оршанском повете ВКЛ.